# Colpa sexmaculata
Espèce
Synonymes
- Colpa interrupta (Fabre, 1886 ?)

Colpa sexmaculata ou Colpa interrupta, parfois nommée « scolie à six taches », est une espèce de grosses guêpes, un hyménoptère de la famille des Scoliidae et du genre Colpa. 

## Détermination
Colpa sexmaculata possède 2 cellules submarginales sur chaque aile (genre Colpa). Elle possède 6 taches jaunes, d'où son nom, sur l'abdomen, suivies de bandes jaunes chez le mâle.

## Répartition
En France, cet insecte est assez commun dans le Midi, sur les littoraux méditerranéen et atlantique.